# Elsmere (Delaware)
Pour les articles homonymes, voir Elsmere.
La ville d’Elsmere est située dans le comté de New Castle, dans l’État du Delaware, aux États-Unis. Sa population s’élevait à 6 131 habitants lors du recensement de 2010, estimée à 6 106 habitants en 2016.

## Source
- (en) Cet article est partiellement ou en totalité issu de l’article de Wikipédia en anglais intitulé « Elsmere, Delaware » (voir la liste des auteurs).